# Городно (озеро, Ушачский район)
Горо́дно (бел. Гаро́дна) — озеро в Ушачском районе Витебской области Белоруссии. Относится к бассейну реки Альзиница.

## Описание
Озеро Городно располагается в 15 км к юго-западу от городского посёлка Ушачи, рядом с деревней Белюковщина.
Площадь поверхности озера составляет 0,17 км². Длина — 0,98 км, наибольшая ширина — 0,2 км. Длина береговой линии — 2,79 км. Наибольшая глубина — 22,9 м, средняя — 8,6 м. Объём воды в озере — 1,46 млн м³. Площадь водосбора — 28,8 км².
Котловина лощинного типа, вытянутая с юго-запада на северо-восток. Склоны высотой до 30—40 м, крутые, супесчаные, покрытые лесом и кустарником. Береговая линия относительно ровная. Берега сливаются со склонами котловины. Дно корытообразной формы. Узкое и обрывистое мелководье занимает 6 % площади озера. Ложе до глубины 6—7 м выстлано песчаными отложениями, глубже — глинистым илом.
Минерализация воды достигает 305 мг/л, прозрачность — 2 м. Озеро эвтрофное, проточное. С юго-запада впадает ручей, вытекающий из озера Большое Уклейно и протекающий через небольшое безымянное озеро. На северо-востоке вытекает ручей, впадающий в озеро Витаво.
Около 18 % площади водоёма зарастает. Надводная растительность образует прерывистую полосу, ширина которой не превышает 5 м. Подводная растительность распространяется до глубины 3,5 м.
В озере обитают лещ, щука, окунь, плотва, краснопёрка, густера, язь. По берегам обитают бобры.